# Henê
O henê é um produto cosmético para tratamento capilar usado como alisante e que colore os cabelos de preto. Tem consistência cremosa ou em pó, cor negra ou marrom escura e um intenso odor característico. É um produto que está no mercado há mais de 50 anos, com uso e comercialização permitidos pela Anvisa (Agência Nacional de Vigilância Sanitária), correspondendo a aproximadamente 22% do mercado de cosméticos de transformação para cabelos no Brasil, segundo a consultoria ACNielsen.
Diferente de hena, henê é um alisante que colora. Já a henna é uma coloração natural sem o poder de alisamento dos cabelos.
- Efeito nos cabelos

Ao contrário de outros alisantes sintéticos que agem internamente nos fios capilares, o henê age externamente; cria uma "capa" química que impede o uso posterior de outro alisante. Os efeitos da aplicação de henê são progressivos, só sendo percebidos significativamente a partir da quarta aplicação. De forma prática, o resultado é um cabelo liso e preto, que não aceitará nenhuma mudança química, pois o henê é incompatível com outras bases como os hidróxidos (de guanidina, de cálcio, sódio, lítio), o tioglicolato de amônia e com colorações a base de amônia, além dos descolorantes com água oxigenada. Portanto, a cor dos cabelos também não poderá ser mudada. Para usar outra base química é necessário aguardar o crescimento dos fios, até que toda a parte com henê seja cortada. 
Podemos encontrar no mercado henês nas cores castanho, vermelho e incolor, porém, relatos sobre as experiências de usuários com estes produtos dão conta de que os fios escurecem e acabam ficando pretos, e esses henês têm sua eficácia de alisamento diminuída.
Pode ser aplicado em casa ou no salão de beleza, com o auxílio de luvas e seguindo as instruções do fabricante sobre tempos de pausa e espaçamento entre aplicações. As instruções variam conforme o fabricante, que sempre recomendam os testes de mecha e toque.
- Forma de preparo

Os henês em gel já vem prontos para serem usados, sem necessidade de misturas ou preparação prévia. 
Os henês em pó necessitam ser misturados com creme de hidratação de cor branca, na proporção indicada na embalagem. Alguns henês em pó também podem ser preparados com água. 
- Composição do henê

 O principal componente do henê é o Pirogalol, encontrado nas embalagens do produto também sob a nomenclatura Ácido Pirogálico, ou ainda, Tannic Acid. 
Também é composto de sais metálicos (geralmente de cobre e ferro) e aditivos de tratamento para os fios, como queratina, colágeno, aloe vera, entre outros. 
Até o momento, não existem registros de que tenham sido encontrados vestígios de chumbo nos henês comercializados. 
- O henê fora do Brasil

O comércio do henê na Europa é proibido desde 1976, quando o Pirogalol foi incluído na lista de compostos proibidos para uso em formulações de cosméticos, sob alegação de induzir mutagenia em moléculas de DNA, tendo efeito cancerígeno. No Brasil, a Anvisa permite o uso do Pirogalol sob determinadas condições fisicoquímicas que anulam seu efeito carcinogênico e mutagênico. O professor José Luiz Mazzei da Costa, do Laboratório de Mutagênese Ambiental da UFRJ, realizou um estudo que investiga os "efeitos de composição e pH na atividade mutagênica do pirogalol". Segundo o estudo, embora há algum tempo estudos mostrem que esse composto induz mutações no DNA, sua pesquisa comprova que a intensidade do pirogalol em induzir mutação genética varia em diferentes condições de pH e na presença de outras substâncias. Logo, em meio ácido, o efeito cancerígeno do Pirogalol é anulado, não havendo riscos para a saúde humana quando comercializado na condição de pH 3,5, que é o pH dos henês vendidos hoje. 